# Latifur Rahman
Latifur Rahman (Jessore, 1 de marzo de 1936 – Daca, 6 de junio de 2017) fue un político y jurista bangladesí, que ocupó los cargos de Juez presidente del Tribunal Supremo y de manera interina el de Primer ministro en 2001.

## Biografía
Rahman nació en Jessore el 1 de marzo de 1936. Su padre era el abogado Khan Bahadur Lutfur Rahman. Su tío materno Nurul Huda fue juez del Tribunal Supremo. Se licenció en literatura inglesa y de derecho en la Universidad de Daca en 1956.
Rahman comenzó cu carrera de derecho como ayudante del Tribunal Supremo de Daca en 1960. Posteriormente, fue ayudante del fiscal general de Bangladesh MH Khandaker. En 1981, fue miembro permanente del Tribunal Supremo en 1981 y juez de la División de Apelación el 15 de enero de 1990.
Rahman se convirtió en el jefe del Tribunal Supremo el 1 de enero de 2000 y se renunció a ese cargo el 28 de febrero de 2001. Justo después, ocupó el cargo de manera interina como primer ministro del 15 de julio al 10 de octubre de 2001 hasta la celebración de las Elecciones generales de 2001.